# Opérations militaires de la république de Venise dans le Val Vestino
Batailles
- Casaloldo (it) (10 mai 1509)
- Agnadel (14 mai 1509)
- Padoue (15 - 30 septembre 1509)
- Polesella (it) (22 décembre 1509)
- Monselice (1509-1510)
- Val Vestino (1510-1517)
- Villamarina (19 juillet 1510)
- Capo di Monte (8 septembre 1510)
- Mirandola (1510 - 1511) (it)
- Trévise (1511)
- Brescia (18 février 1512)
- Ravenne (11 avril 1512)
- Navarre (1512)
- Saint-Mathieu (10 août 1512)
- Blancs-Sablons (22 avril 1513)
- Brest (24 avril 1513)
- Novare (6 juin 1513)
- Guinegatte (16 août 1513)
- Dijon (8 - 13 septembre 1513)
- Flodden Field (9 septembre 1513)
- La Motta ou Creazzo (7 octobre 1513)

Les territoires vénitiens en Italie et Dalmatie vers la fin du XV ; après l'expansion en terre ferme.

Les opérations militaires conduites entre 1510 et 1517, par l'armée de la république de Venise dans le Val Vestino, territoire de la principauté épiscopale de Trente, consistent en diverses incursions rapides et sanguinaires soutenues par des troupes de mercenaires et des milices populaires du lac de Garde contre les troupes d'infanterie du Saint-Empire romain germanique, alliées et recrutées par les comtes Lodron, vassaux de l'évêque de Trente, dans la tentative de mettre fin à la menace d'une invasion ennemie dans la Magnifique Patrie de Salò et d'encercler la forteresse d'Anfo défendue par les Vénitiens. L'action de la Sérénissime (république de Venise) oblige les troupes germaniques à se mettre sur la défensive.

## Contexte
Les premières décennies du XVIe siècle sont des années terribles pour les communes de la Val Vestino et de Magasa. Les armées espagnoles et françaises avec leurs alliés s'affrontent sur le sol italien pour sa prédominance. Tous les pays du val Vestino subissent de très graves dommages du fait de la politique ambigüe de la famille Lodron, feudataire de la Vallée, représentée par les comtes condottieres Ludovico Lodron, Giovanni Battista Lodron et Antonio Lodron, totalement rangés du côté des empereurs germaniques contre la république de Venise.

## La limitrophe république de Venise
La république de Venise est au début du XVIe siècle une des principales puissances italiennes et sa richesse commerciale, l'habileté de ses diplomates et de ses chefs militaires outre une bonne administration la place à un niveau supérieur à celui des autres états de l'époque. Le gouvernement des territoires assujettis est, pour ces temps-là « illuminé » et beaucoup des villes contrôlées par Venise comme Bergame, Brescia ou Vérone revendiquent la suprématie vénitienne devant la menace des invasions étrangères.
Au faîte de sa puissance, Venise entretient une armée de 40 000 hommes d'armes, dont deux tiers de fantassins et un tiers de cavaliers appuyés par une puissante artillerie. De plus elle contrôle une grande partie de la côte de l'Adriatique, de nombreuses îles de la Mer Égée, y compris la Crète, et est parmi les principales forces commerciales du Moyen-Orient. Le territoire de la République dans la péninsule italique s'étend jusqu'au lac de Garde, limitrophe de fait avec le val Vestino, avec le fleuve Adda et aussi avec Ravenne, ville de la Romagne dont elle réussit à influencer la politique, en appuyant par exemple en 1466 la prise de pouvoir de Pino III Ordelaffi à Forlì, même si sur cette ville Venise ne réussit jamais à dominer directement.
En 1508, les litiges avec le Pape pour le contrôle de la Romagne amènent la constitution de la ligue de Cambrai, une alliance contre Venise établie entre le Pape Jules II, le roi Louis XII de France, l'empereur Maximilien Ier du Saint Empire et le roi Ferdinand II d'Aragon. À Agnadel dans la région de Crémone, le 14 mai 1509, les Vénitiens sous les ordres de Bartolomeo d'Alviano sont durement battus par les Français. La suprématie française sur le nord de l'Italie qui suit la bataille est cependant sentie comme une menace par Jules II, qui signe la paix avec les Vénitiens seulement après leur « humble soumission ». En 1511, Venise entre, avec l'Angleterre, l'Espagne et l'Empire, dans la Sainte Ligue promue par le Pape guerrier contre la France.

## La compagnie de mercenaires de Brisighelli
Dionigi (1465-1510), Vincenzo (1466-1525) et Carlino Naldi (-1515) sont les fondateurs des Brisighelli, une fameuse compagnie de mercenaires active entre 1492 et 1496 au service de Ferdinand Ier de Naples d'Aragon contre Charles VIII de France, puis, Catherine Sforza, dame d'Imola et en 1499 César Borgia. En 1503, après la mort du pape Alexandre VI les Naldi se mettent à la solde de la république de Venise, en l'infliençcant vers une politique de conquête de la Romagne : ils remontent ainsi depuis Ravenne, le long de la vallée du fleuve Lamone à Faenza, puis à Brisighella, où les Vénitiens entrent en novembre 1503.
La forteresse de Brisighella est une œuvre vénitienne. Dionigi di Naldo, seigneur de Torre di Calamello, est nommé capitaine de l'infanterie vénitienne et combat, en 1509, à Treviglio et à Agnadel en se distinguant de nouveau par sa valeur et sa capacité. Il est un des plus vaillants capitaines de son temps mais se monter perfide et ingrat envers ses amis. Il est considéré encore aujourd'hui, avec son cousin Vincenzo, comme l'un des réformateurs les plus compétents de l'infanterie vénitienne à laquelle un rôle majeur par rapport à la cavalerie.
Il meurt en 1510, à Venise, à 46 ans, et est enterré dans l'église de SS. Giovanni e Paolo, un monument à sa gloire est élevé par Lorenzo Bregno. En août 1512, le Conseil des Dix confirme à son épouse et ses deux fils les avantages qui lui avaient été concédés et qui consistaient en une maison à Padoue et une rente annuelle de 2 000 ducats.
Son cousin Vincenzo (né en 1446) lui succède à la tête des troupes de 1511 à 1517, il participe au siège de Brescia (août 1512) et défend Modène (1516) et Forlì (1517) où ses hommes s'opposent durement à la population locale en raison des actes de vandalisme perpétrés contre le Palais public. Il meurt en 1525, à Brisighella, et est enterré dans l'église des Osservanti.
Carlino qui est toujours resté dans l'ombre de ses frères, participe à la bataille d'Agnadel et meurt en 1515.

## Les premières hostilités
Entre 1510 et 1517, les communes du val Vestino sont plusieurs fois pillés et incendiés par l'infanterie vénitienne et les milices en représailles des raids côtiers réalisées par les Valvestinesi sur la Riviera di Salò sur ordre des Lodron. En mai 1513, les hostilités reprennent à nouveau entre les Français alliés aux Vénitiens contre les Espagnols, les Milanais, et les impériaux pour la énième conquête du duché de Milan.
Le 25 mai 1513, le capitaine Scipione Ugoni de Brescia, condottiero d'une compagnie de milice de la Riviera di Salò de 300 hommes, aidé par les hommes de Gargnano, envahissent le val Vestino, volent, attaquent les troupes des Lodron, mettent à feu les terres de Magasa et Cadria et retournent à Salò apportant avec eux un important butin composé de bétails et de choses diverses.
C'est au cours d'une de ces occasions qu'un vieux connétable de la Riviera, appelé Vecchio di Gardone, est presque capturé, se réfugiant dans la vallée. Celui-ci, en septembre 1512, avait emporté, des Allemands qui occupaient la Riviera, 300 ducats, mais la trêve étant en cours entre les belligérants, la république de Venise avait ordonné que le «Vecchio» soit capturé et confié à la justice afin de rendre les ducats. Il préfère fuir vers la vallée avec les biens volés et se met sous la protection des Lodron. Ces informations proviennent des rapports que le provéditeur de Salò, Daniele Dandolo, fait à Venise lors de l'entreprise réalisée par le «connétable» Scipione Ugoni. Il ajoute amèrement : « Ce traite de «Vecchio di Gardone» a échappé de peu qu'il ne soit pris ».
Selon certains chercheurs, le val Vestino a également été envahie dans le même mois de mai par les compagnies de Francesco Calzone de Salò, de Valerio Paitone et de Andrea Benaglia de Maderno. L'historien Claudio Fossati soutient que, le 19 mai 1513, Calzone part de San Bonifacio, près de Vérone, avec Scipione Ugoni, qu'il traverse les lignes impériales ennemies de Wilhelm von Roggendorf[réf. nécessaire] et rejoint la Riviera la libérant des Espagnols, puis, tandis qu'Ugoni attaque Malcesine et le val Vestino, Calzone se détourne vers Brescia, d'où, le 27 juin, il est appelé pour défendre Peschiera, qui sera par la suite conquise par l'armée française.
La guerre, après la défaite française lors de la bataille de Novare, le 6 juin 1513,  et œuvre des Suisses, dure jusqu'au mois d'octobre. Avec l'arrivée de la saison des pluies, les Espagnols se retirent dans leurs quartiers entre Este et Montagnana, tandis que les Vénitiens se retirent à Padoue.